# Кейп-Кост
Кейп-Кост або Кабо-Корсо — місто, адміністративний центр центрального регіону Гани, а також головне місто народу Фанті (Фанте) або Мфанцефо. Населення становить 154,2 тис. осіб (за даними 2007 року). Починаючи з XVI століття містом по черзі володіли англійці, португальці, шведи, данці та голландці. Мовою народу Фанте місто називається Огуаа.

## Географія
Розташоване за 165 км на захід від Аккри на узбережжі Гвінейської затоки.

### Клімат
Місто знаходиться у зоні, котра характеризується кліматом тропічних саван. Найтепліший місяць — березень із середньою температурою 27.4 °C (81.3 °F). Найхолодніший місяць — серпень, із середньою температурою 24.3 °С (75.7 °F).
| Клімат Кейп-Коста       | Клімат Кейп-Коста | Клімат Кейп-Коста | Клімат Кейп-Коста | Клімат Кейп-Коста | Клімат Кейп-Коста | Клімат Кейп-Коста | Клімат Кейп-Коста | Клімат Кейп-Коста | Клімат Кейп-Коста | Клімат Кейп-Коста | Клімат Кейп-Коста | Клімат Кейп-Коста | Клімат Кейп-Коста |
| Показник                | Січ.              | Лют.              | Бер.              | Квіт.             | Трав.             | Черв.             | Лип.              | Серп.             | Вер.              | Жовт.             | Лист.             | Груд.             | Рік               |
| Середня температура, °C | 26,6              | 27,3              | 27,4              | 27,4              | 26,9              | 25,8              | 24,9              | 24,3              | 24,8              | 25,8              | 26,7              | 26,6              | 26,2              |
| Норма опадів, мм        | 19.2              | 33.4              | 68.9              | 98.7              | 206.2             | 324.4             | 94.5              | 48.6              | 67.6              | 87.3              | 64.2              | 25.8              | 1138.8            |
| Днів з опадами          | 5,3               | 6,9               | 10,3              | 12,8              | 19                | 23,5              | 15,1              | 14,3              | 15,5              | 16,7              | 12,3              | 7,8               | 159,5             |
| Вологість повітря, %    | 83.2              | 83.9              | 83.8              | 84.4              | 85.9              | 87.8              | 88.2              | 89                | 88.3              | 86.8              | 85.1              | 84                | 85.9              |
| ----------------------- | ----------------- | ----------------- | ----------------- | ----------------- | ----------------- | ----------------- | ----------------- | ----------------- | ----------------- | ----------------- | ----------------- | ----------------- | ----------------- |
| Джерело: Weatherbase    |                   |                   |                   |                   |                   |                   |                   |                   |                   |                   |                   |                   |                   |

## Історія
Місто було засновано португальцями у XV столітті. Розросталось навколо замку Кейп-Кост, який нині є об'єктом світової спадщини ЮНЕСКО. Було перебудовано голландцями 1637 року, розширено шведами 1652 та захоплено англійцями 1664. Звідти британці керували справами колонії Золотий Берег до тих пір, поки не перенесли столицю до Аккри 1877 року. У Кейп-Кості перебували безліч чорношкірих рабів перед відправкою до Нового Світу.

## Пам'ятки
- Символом Кейп-Коста є краб, статуя якого встановлена в центрі міста.
- Форт Вільям, збудований 1820 та який слугував маяком з 1835 до 1970-их років.
- Форт Вікторія, заснований 1702 року.
- Серед інших пам'яток Національний центр культури Кейп-Коста, Огуаа Фету Афайе (свято врожаю), а також театральний фестиваль Панафест, що проводиться з 1992 року.

Замок Кейп-Кост відвідувала Мішель Обама під час офіційного візиту її чоловіка Барака Обами до Гани.

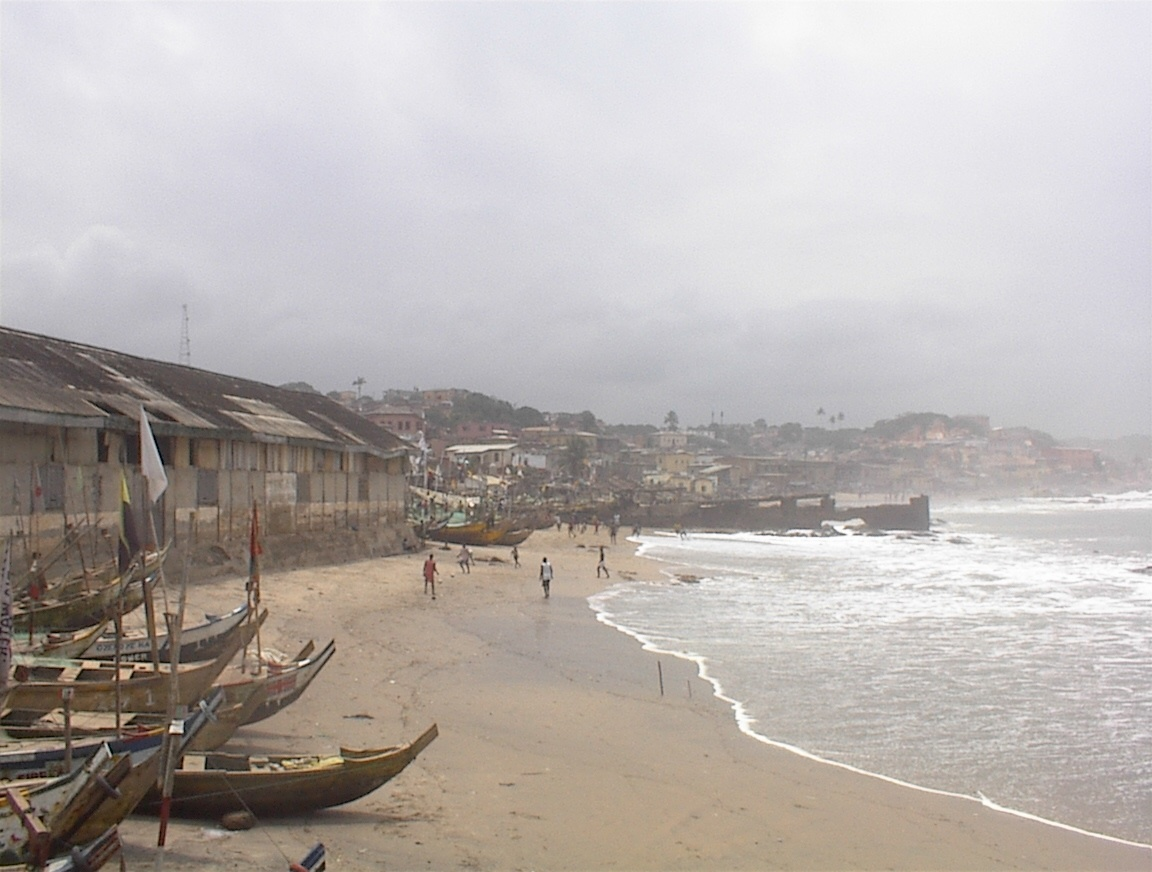
Кейп-Кост, Гана. Рибальські судна на березі
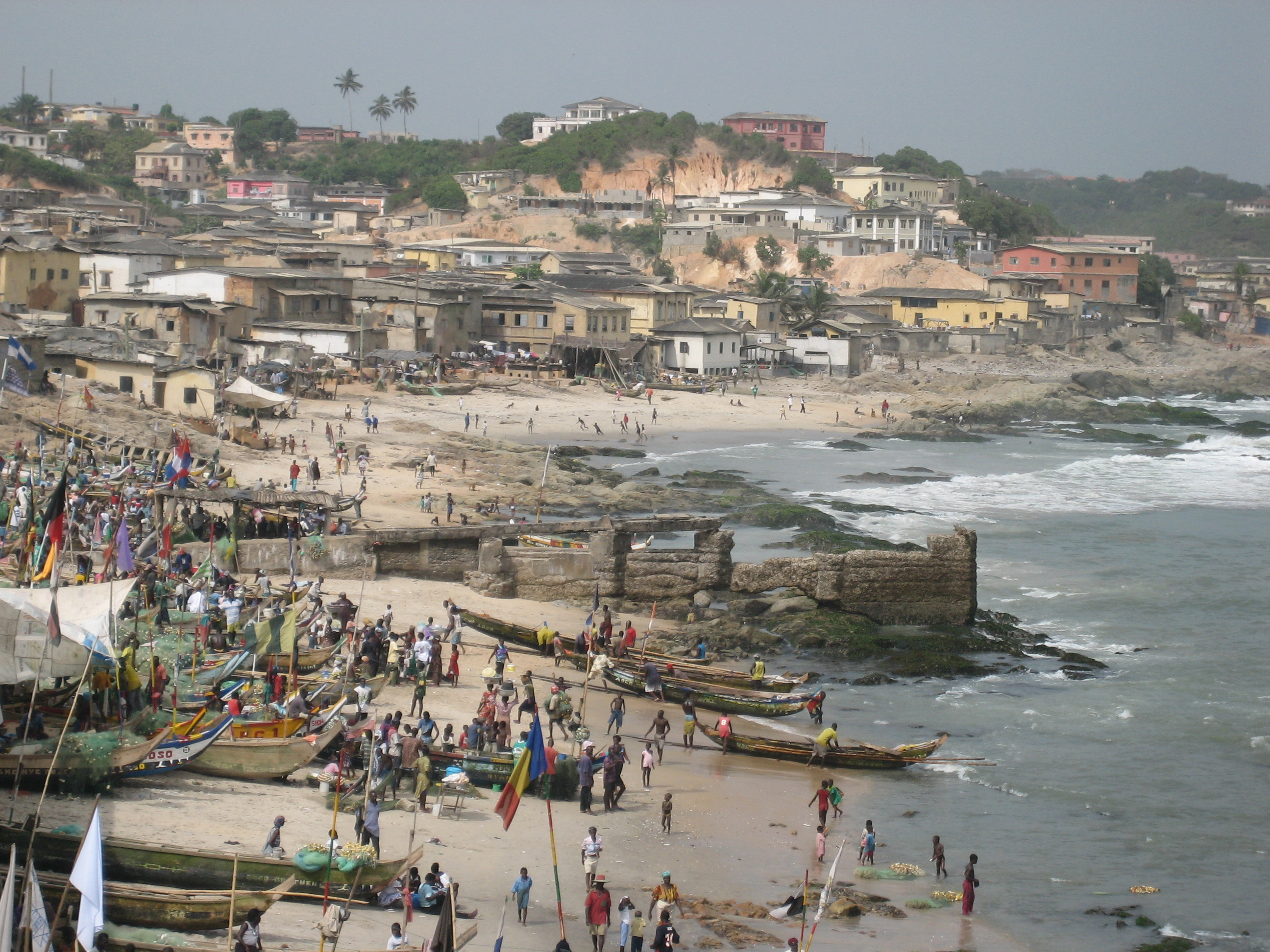
Вид на узбережжя Гвінейської затоки у Кейп-Кості з замку

## Освіта
Місто має Університет, провідний у Гані навчальний і дослідницький заклад. Університет розташований на пагорбі з видом на Атлантичний океан. Також предметом гордості для містян слугує безліч середніх шкіл і технікумів, які вважаються найкращими в країні:
- Вища школа для дівчат Веслі
- Коледж Сент-Огастін
- Школа Мфанципім
- Адісадель-коледж (ADISCO)
- Національний коледж Гани (GHANACOLL) тощо.